# Bérbosszú Bt. – Megfizetünk, ha megfizetnek
A Bérbosszú Bt. – Megfizetünk, ha megfizetnek (eredeti cím: Dirty Work) 1998-ban bemutatott amerikai filmvígjáték, amelyet Bob Saget rendezett. A főszerepekben Norm MacDonald, Artie Lange, Jack Warden és Traylor Howard láthatóak. A film Roald Dahl Vengeance is Mine Inc. című történetén alapul.
A filmben Don Rickles, Rebecca Romijn, John Goodman, Gary Coleman, Chris Farley (az utolsó filmszerepében) és Adam Sandler is megjelennek kisebb szerepekben.
Ebben a filmben játszott először Macdonald és Lange főszerepet, illetve ez volt Saget első nagyjátékfilmje; egy évvel azután jelent meg, hogy felhagyott az Amerika legviccesebb házi videói műsorvezetésével.

## Cselekmény
Mitch Weaver és Sam McKenna gyerekkoruk óta barátok. McKenna apjának szívátültetés kellene, de a kezelőorvos, Dr. Farthing 50.000 dollárt kér, hogy a várólistán előrébb kerüljön. Weaver egyik állást a másik után veszíti el, barátnője elhagyja. Weaver és McKenna úgy döntenek, hogy speciális vállalkozásba kezdnek, aminek lényege, hogy bosszút állnak olyan ügyfelek helyett, akik ezt megfizetik.
Travis Cole ingatlanvállalkozó megbízásából a barátok lerombolnak egy épületet. De kiderül, hogy az épület nem Cole tulajdona volt, ő csak olcsón fel akarta vásárolni a helyét, hogy oda parkolót építhessen. Erre bosszút állnak rajta azzal, hogy szabotálják a Cole által szponzorált operai gálaestet. Cole attól tart, hogy további károkat szenved az imidzsében, és beleegyezik, hogy 50.000 dollárt fizet. Később Cole-t letartóztatják. Weaver új barátnőt talál, Kathyt. Dr. Farthingot a hitelezői agyonverik.

## Szereplők
| Színész              | Szerep                                                | Magyar hang                                                       |
| -------------------- | ----------------------------------------------------- | ----------------------------------------------------------------- |
| Norm MacDonald       | Mitch Weaver                                          | - Kálloy Molnár Péter (1. szinkron) - Kassai Károly (2. szinkron) |
| Artie Lange          | Sam McKenna                                           | Józsa Imre                                                        |
| Jack Warden          | Papi McKenna                                          | Antal László                                                      |
| Traylor Howard       | Kathy                                                 | Biró Anikó                                                        |
| Chris Farley         | Jimmy                                                 | - Gesztesi Károly (1. szinkron) - Kapácsy Miklós (2. szinkron)    |
| Christopher McDonald | Travis Cole                                           | - Háda János (1. szinkron) - Németh Gábor (2. szinkron)           |
| Chevy Chase          | Dr. Fingosz                                           | Rosta Sándor                                                      |
| Cameoszerepek        |                                                       |                                                                   |
| Don Rickles          | Mr. Hamilton                                          | Versényi László                                                   |
| Rebecca Romijn       | szakállas hölgy                                       | Koroknay Simon Eszter                                             |
| John Goodman         | Adrian Riggins polgármester (stáblistán nem szerepel) |                                                                   |
| Adam Sandler         | Sátán (stáblistán nem szerepel)                       | Földi Tamás                                                       |
| Gary Coleman         | önmaga                                                |                                                                   |
| George Chuvalo       | bemondó a ringben                                     |                                                                   |
| Ken Norton           | önmaga                                                |                                                                   |
| David Koechner       | Anton Phillips használtautó-kereskedő                 | Beratin Gábor                                                     |
| Jim Downey           | színházi dolgozó                                      |                                                                   |
| Fred Wolf            | hajléktalan                                           | Vári Attila                                                       |
| Kevin Farley         | színészi dolgozó                                      |                                                                   |
| Anthony J. Mifsud    | Low Life (drogdíler)                                  |                                                                   |
| Gord Martineau       | riporter                                              |                                                                   |

## Fogadtatás
A kritikák általában negatívak voltak. A The New York Times például "ízléstől megfosztott vígjáték-próbálkozásnak" nevezte. A Los Angeles Times hasonlóan negatívan nyilatkozott.
A San Francisco Chronicle csak azoknak ajánlotta, akik "szeretik a hülye ízléstelen vígjátékokat".
A Rotten Tomatoes oldalán 14%-os értékeléssel rendelkezik, 28 kritika alapján. A negatív kritikák ellenére kultikus státuszba emelkedett. Nathan Rabin kritikus szerint a film az "annyira rossz, hogy már jó" kategóriába tartozik.